# Eubea (figlia di Polibo)
Eubea (in greco antico: Εὔβοια?, Éuboia) è un personaggio della mitologia greca.

## Genealogia
Figlia di Polibo (re di Sicione e figlio di Hermes) o di Larimno e madre di Glauco.
Oppure moglie di Hermes e madre di Polibo, quindi nonna di Glauco.

## Mitologia
In base alla discendenza ed a seconda degli autori, questo personaggio potrebbe essere lo stesso della ninfa che fu rapita da Poseidone e portata sull'isola di Eubea (la naiade Eubea figlia di Asopo ed eponima dell'isola stessa) e questo perché, secondo alcuni autori, il personaggio Glauco viene indicato come figlio di Poseidone e di una ninfa.